# Homofobi
Homofobi betegner negative holdninger, herunder frygt og ubehag, dels til homoseksuelle personer, dels til homoseksuelle generelt. Udtrykket bliver desuden anvendt til at beskrive negativitet eller modstand over for former for seksualitet, der opfattes som afvigende, ligesom det omfatter diskrimination, psykologisk mobning og fysisk vold mod homoseksuelle.
Man kan skelne imellem individuel og strukturel homofobi, hvor det første betegner holdninger hos enkeltpersoner, mens det andet betegner generelle barrierer, f.eks. lovgivningsmæssige eller almene kulturelle, der vanskeliggør en homoseksuel tilværelse.
I modsætning til de kliniske fobier er homofobi en ikkemedicinsk betegnelse og involverer således ikke angst i patologisk forstand. Begrebet er parallelt til tilsvarende begreber som transfobi (negative holdninger over for transpersoner og transkønnethed), bifobi (tilsvarende over for biseksuelle og biseksualitet) og hivfobi (negative holdninger til hiv-smittede).
Ordet homonegativitet bruges overlappende med homofobi.

## Homofobi i Danmark
En stor undersøgelse under ledelse af Statens Serum Institut indsamlede i 2017 og 2018 data fra 31.808 danskere, herunder om udbredelsen og arten af homofobi hos dette udsnit af befolkningen. Undersøgelsen, der blev offentliggjort i 2025, viste, at lidt over 20 procent af de adspurgte havde homofobiske holdninger. Således mente 29 % af mændene og 14 % af kvinderne mellem 15 og 89 år, at sex mellem to personer af samme køn var moralsk uacceptabelt. Denne holdning var mere udbredt hos ældre end hos yngre, mere udbredt hos personer, der boede uden for Region Hovedstaden og hos personer med kort uddannelse, økonomiske problemer og dårligt helbred. Den var desuden mere udbredt hos personer med tilknytning til religiøse grupper, herunder islamiske trossamfund, Jehovas Vidner, Indre Mission og forskellige andre mindre kristne trossamfund. Undersøgelsen viste dog også, at en del ikkereligiøse personer havde homofobiske holdninger; det gjaldt 19 % af mændene og 8 % af kvinderne.